# Стотсбері (Міссурі)
Стотсбері (англ. Stotesbury) — селище (англ. village) в США, в окрузі Вернон штату Міссурі. Населення — 12 осіб (2020).

## Географія
Стотсбері розташоване за координатами 37°58′28″ пн. ш. 94°33′54″ зх. д. / 37.97444° пн. ш. 94.56500° зх. д. (37.974514, -94.564908).  За даними Бюро перепису населення США в 2010 році селище мало площу 0,29 км², з яких 0,29 км² — суходіл та 0,00 км² — водойми.

## Демографія
Згідно з переписом 2010 року, у місті мешкало 18 осіб у 7 домогосподарствах у складі 6 родин. Густота населення становила 63 особи/км².  Було 12 помешкання (42/км²).
Расовий склад населення:
| - 100,0 % — білих |

До двох чи більше рас належало 0,0 %. Частка іспаномовних становила 0,0 % від усіх жителів.
За віковим діапазоном населення розподілялося таким чином: 5,6 % — особи молодші 18 років, 61,1 % — особи у віці 18—64 років, 33,3 % — особи у віці 65 років та старші. Медіана віку мешканця становила 54,0 року. На 100 осіб жіночої статі у місті припадало 125,0 чоловіків;  на 100 жінок у віці від 18 років та старших — 142,9 чоловіків також старших 18 років.
Середній дохід на одне домашнє господарство  становив 35 557 доларів США (медіана — 41 250), а середній дохід на одну сім'ю — 35 557 доларів (медіана — 41 250). 
Цивільне працевлаштоване населення становило 2 особи. Основні галузі зайнятості: науковці, спеціалісти, менеджери — 100,0 %.